# Кудряшівка
Кудряшівка — село в Рубіжанській міській громаді Сіверськодонецького району Луганської області України. Населення становить 1390 осіб.

## Історія
Історія одного з найкрасивіших сел Кремінщини починається з 1752 року, коли на річці Боровій було засновано село Голованівку на землі, яка належала капітану Бахмутського батальйону Головину. Згодом Голованівка стала зватися Кудряшівкою. 
Відомий мандрівник, академік Російської академії наук  , який здійснював першу спеціальну експедицію по цій місцевості, описав її так: 
```
«Село знаходиться в піщаній низині, зрошеній болотами і озерами, яка зайнята прекрасним гаєм з дубовими, осиковими, вільховими та вербовими деревами. Також тут ростуть сосни, берези, лісові яблуні, груші, терни, та клени». 
```

З історичної довідки на 1784 рік, цей край входить до складу Слобідсько-Української губернії.
В 1756 році поручик Бахмутівського батальйону Кузьма Кудрявий заснував поселення - хутір Кудрявців.
З 1812 року на цій території було 2 села: Білявка і Кудряшівка, відповідно прізвищ 2-х панів. Діючими на той час була земська школа, і Архангело-Михайлівська церква, яку звели ще у 1775 р.
Сергій Каленюк у книжці "Сліди на сакмі" пише:
```
Серед колишніх власників - князь Потьомкін, який ненадовго став власником навколишніх колишніх земель графа Гендрикова. Після смерті Потьомкіна села 
Варварівка
, Кудряшівка та інші  перейшли до його соратника Михайла Леонтійовича Фалєєва у 
1791
 р. Але той за рік помирає, а села заповідає своїм племінницям Наталії Веригіній і Тетяні фон Лау. І залишив він гроші на будівництво трьох церков, зокрема заповідав побудувати кам'яну церкву імені Архистратига Михаїла. І Тетяна фон Лау, якій дісталася 
Воєводівка
 разом з Головинівкою і Кудршовкою, побудувала не кам'яну, а дерев'яну церкву. Але побудувала разом з дійсним статським радником Карлом Андрійовичем Штенгером у Біляївці. Не знаю як там було, але у той час Кудряшівка розділилася на два поселення: Кудрявцева і Біляївка. Але Біляївкою вона стала називатися дещо пізніше. Спершу по імені церкви вона називалася слободою Архангельською. 
```

Село має історичну цікавинку - стару стайню.
Архангело-Михайлівська церква не збереглась, на її місці побудовано клуб.

## Сьогодення
Кудряшівська сільська рада — колишній орган місцевого самоврядування у Кремінському районі Луганської області існувала до 2021 р.
- Стартує нова культурно-мистецька акція під патронатом Юрія Гарбуза. ЛОДА. 16.06.2017. Архів оригіналу за 25 лютого 2022. Процитовано 4 травня 2020.

- Ансамбль пісні і танцю «Радани» Луганської обласної філармонії завітав до села Кудряшівка. ЛОДА. 17.06.2017. Архів оригіналу за 25 лютого 2022. Процитовано 4 травня 2020.

- Фольклорна експедиція в с. Кудряшівка Кремінського району. Луганський Обласний Центр Народної творчості. 1809.2019 р. Архів оригіналу за 5 серпня 2020. Процитовано 4 травня 2020.

## Галерея

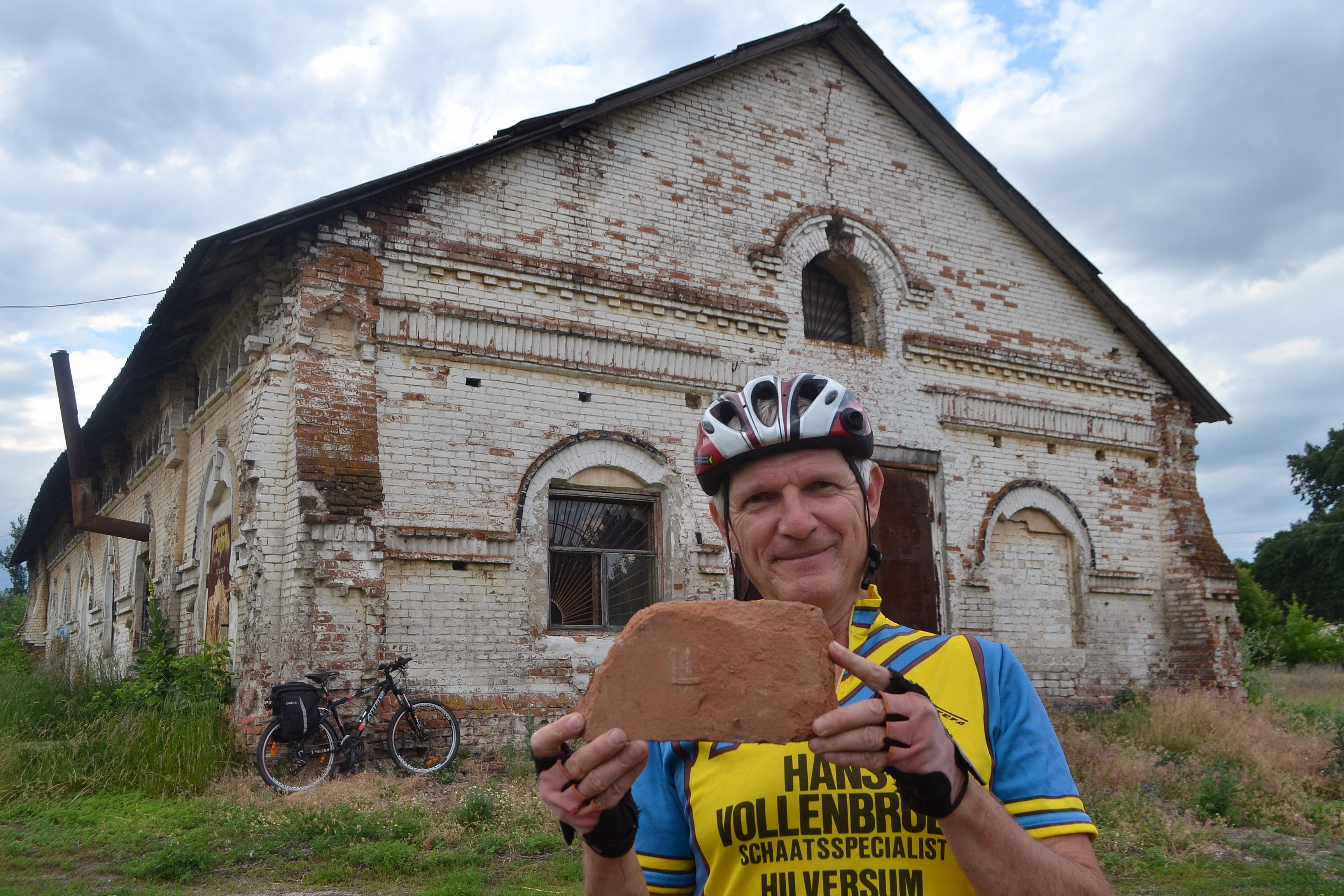
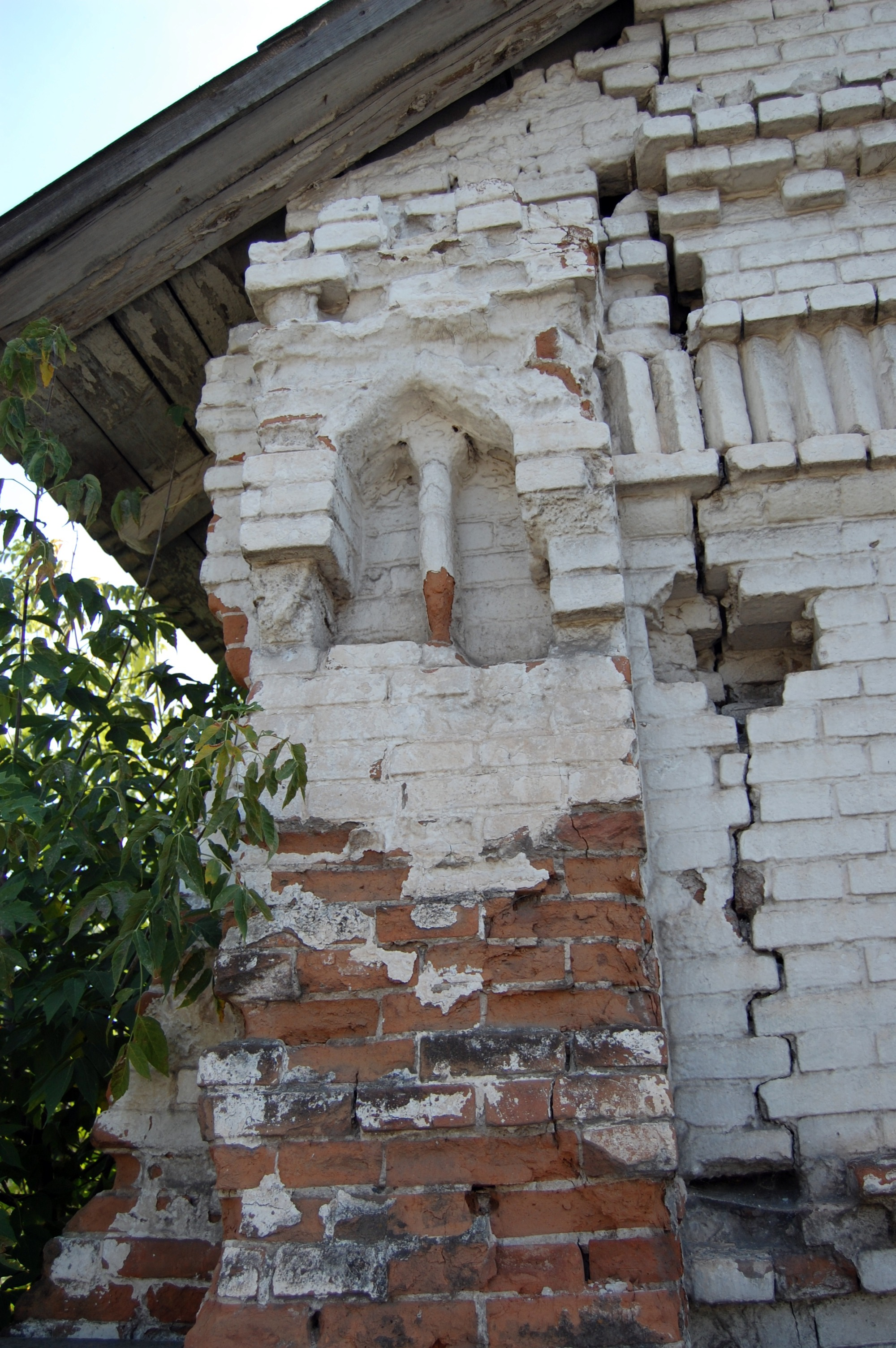
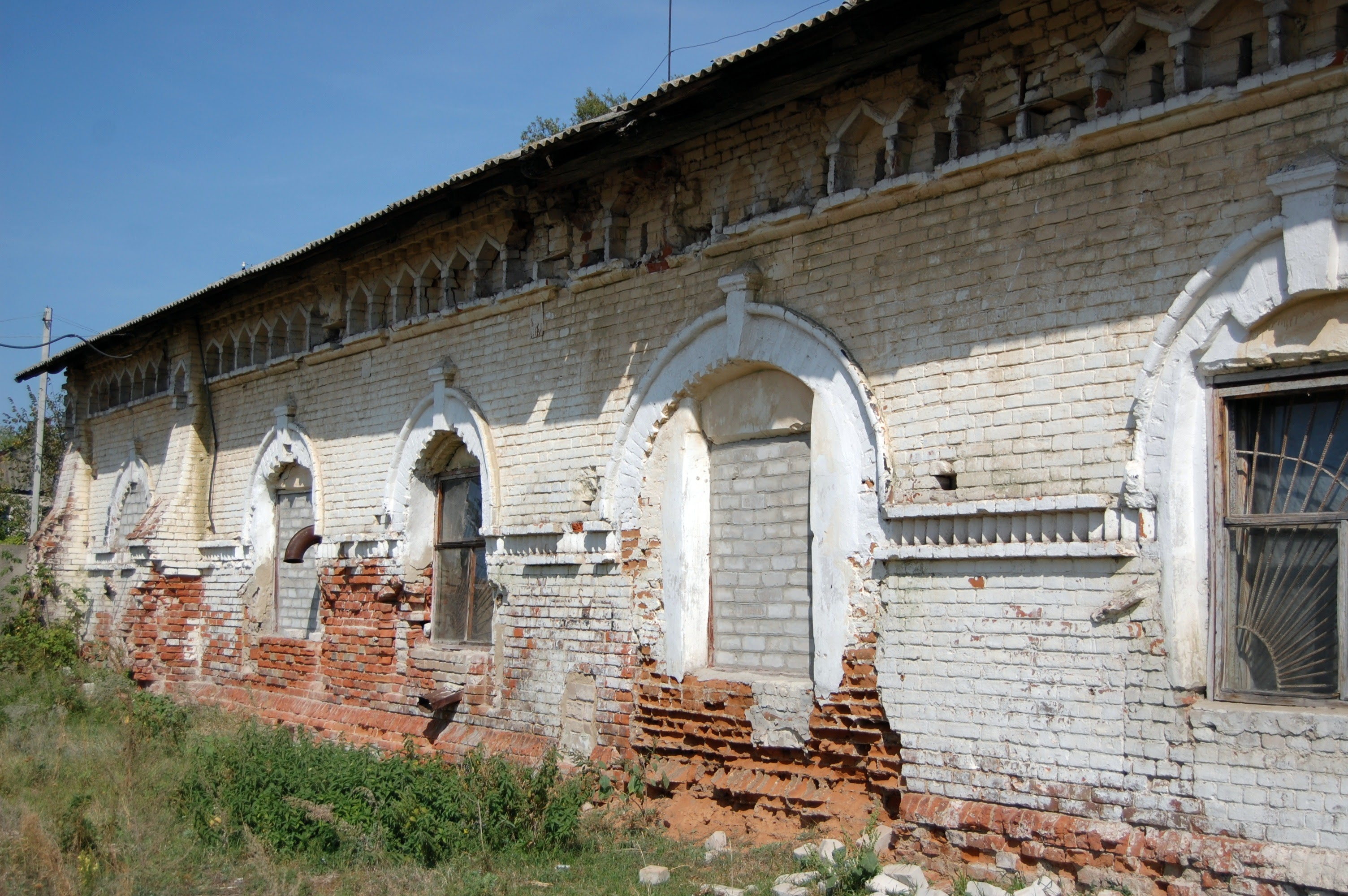
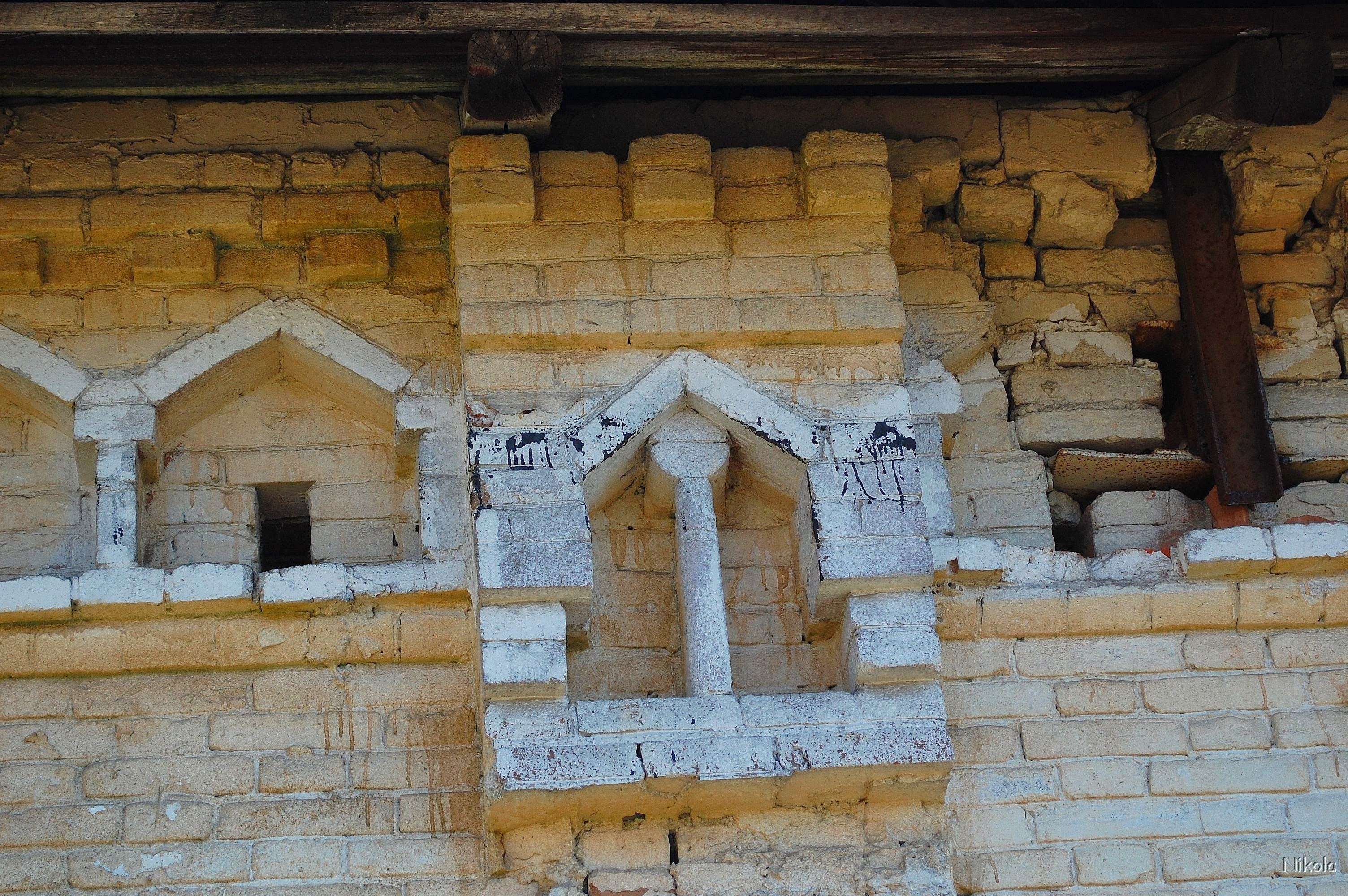
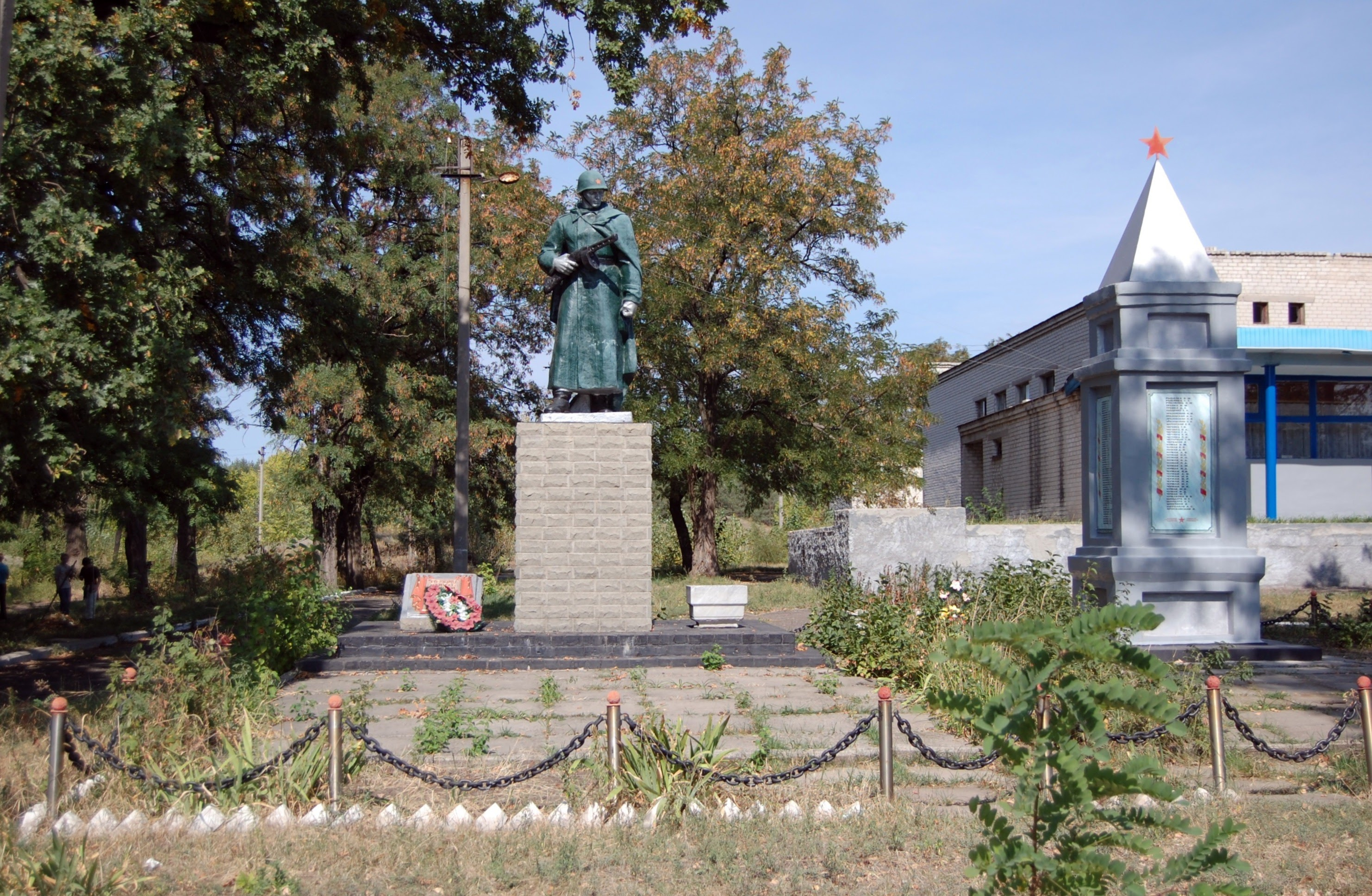
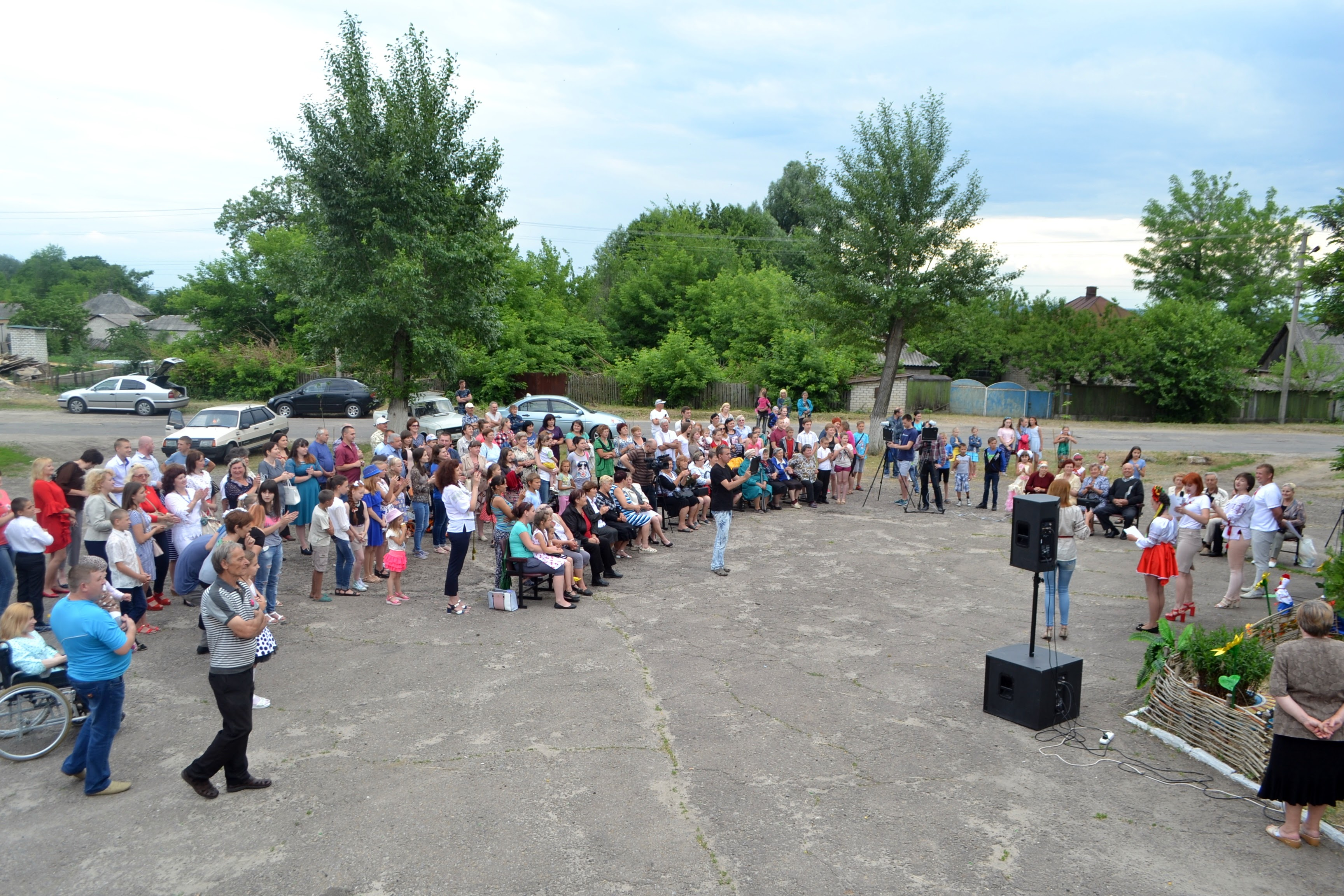
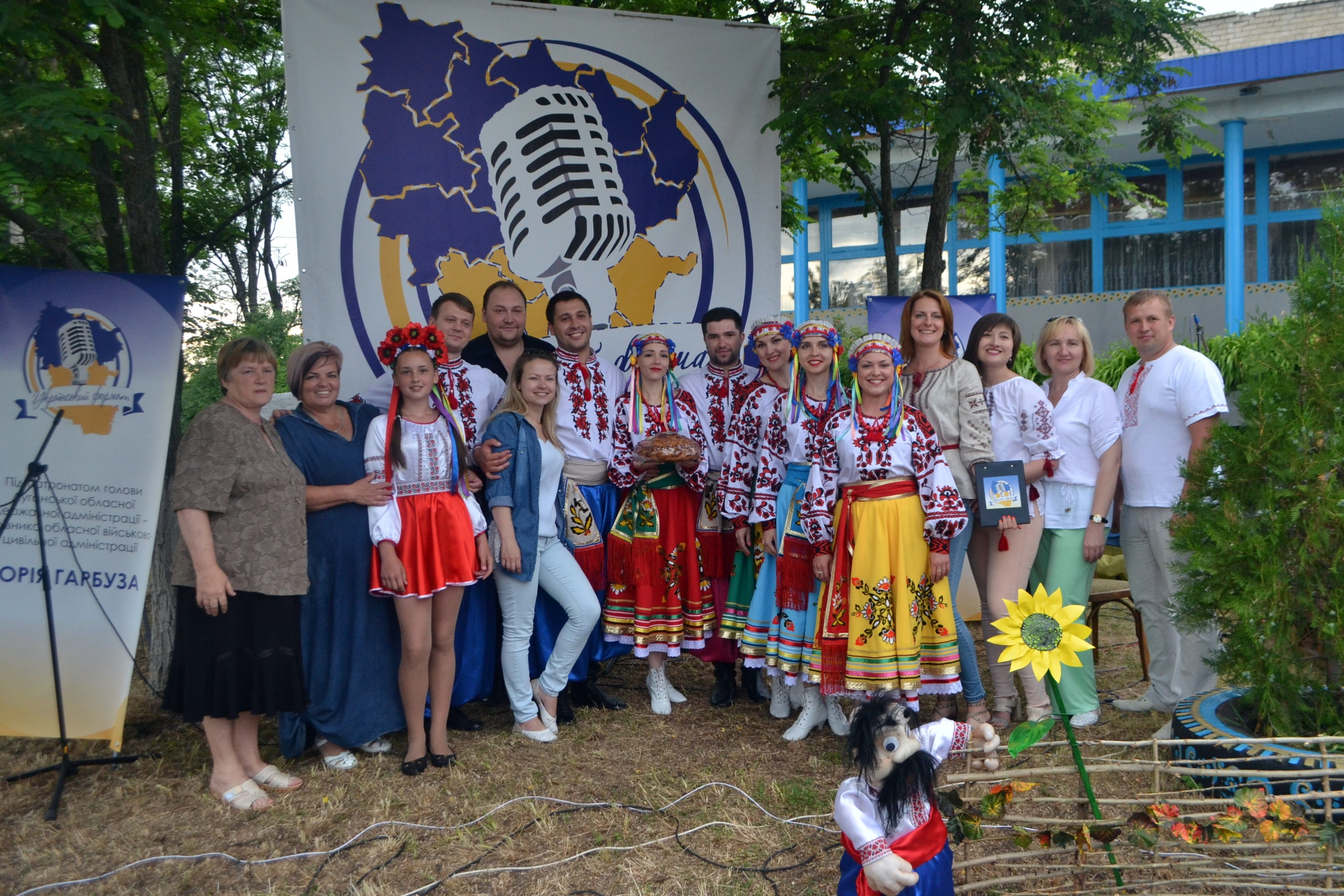
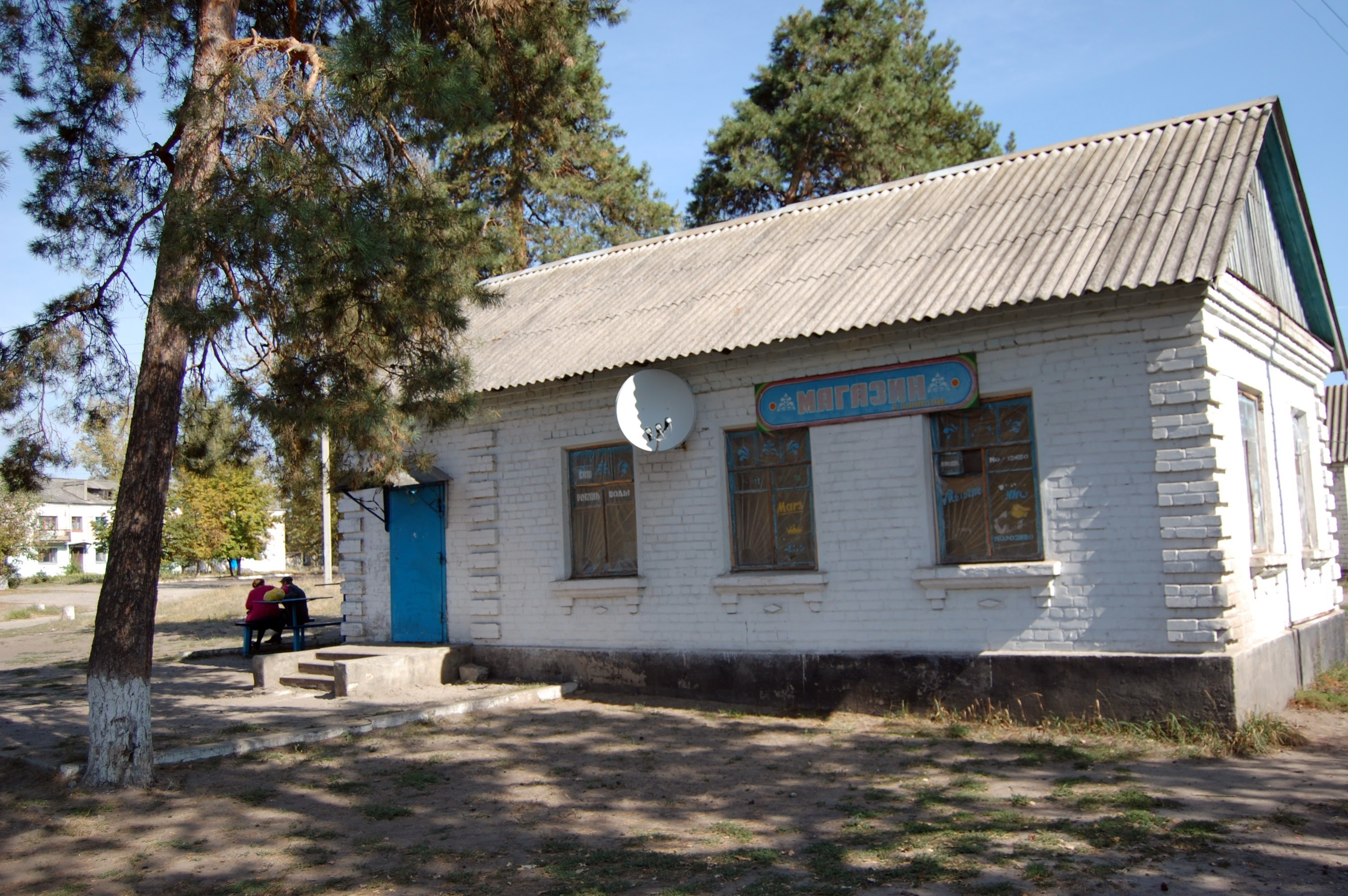
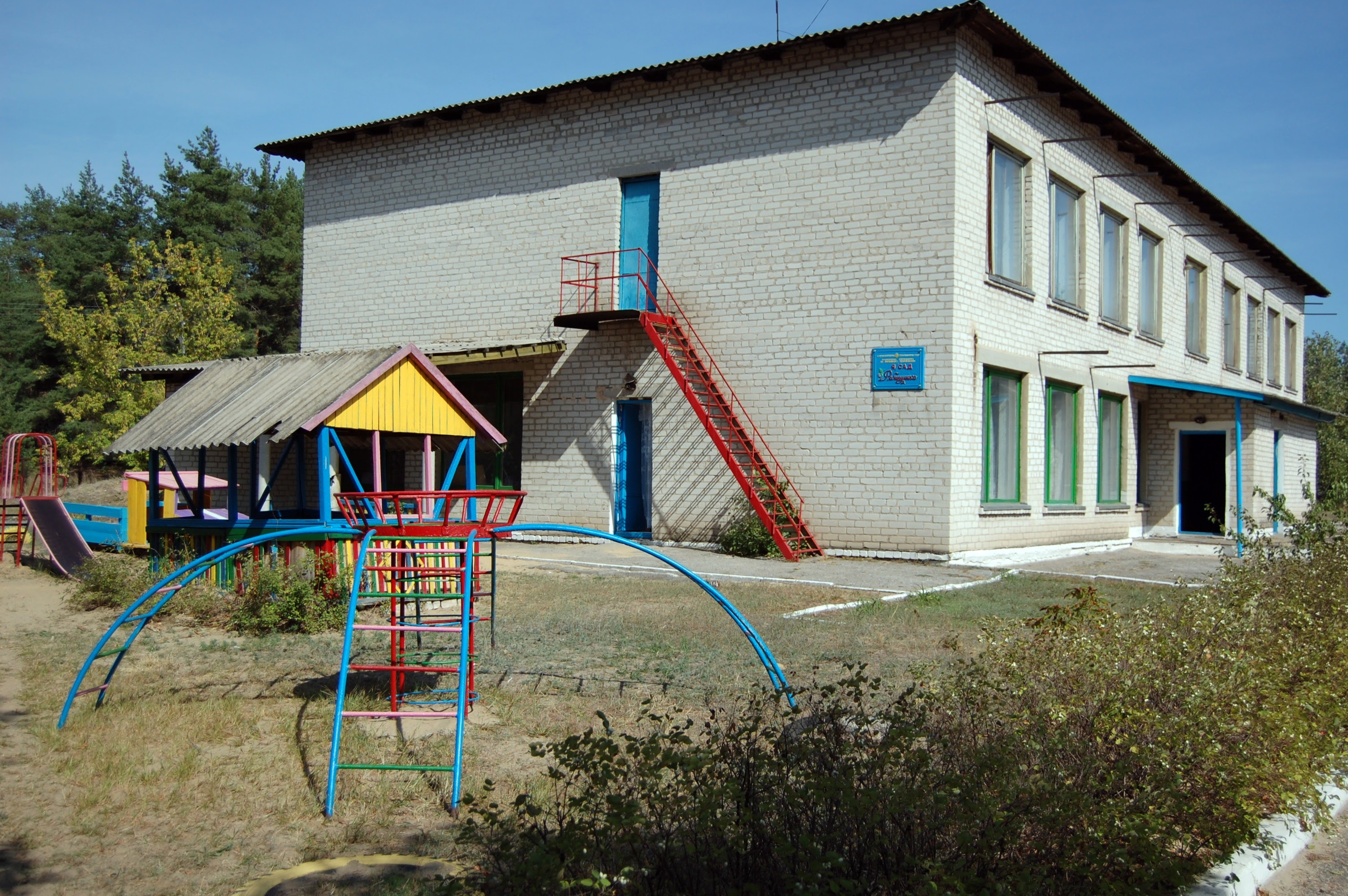
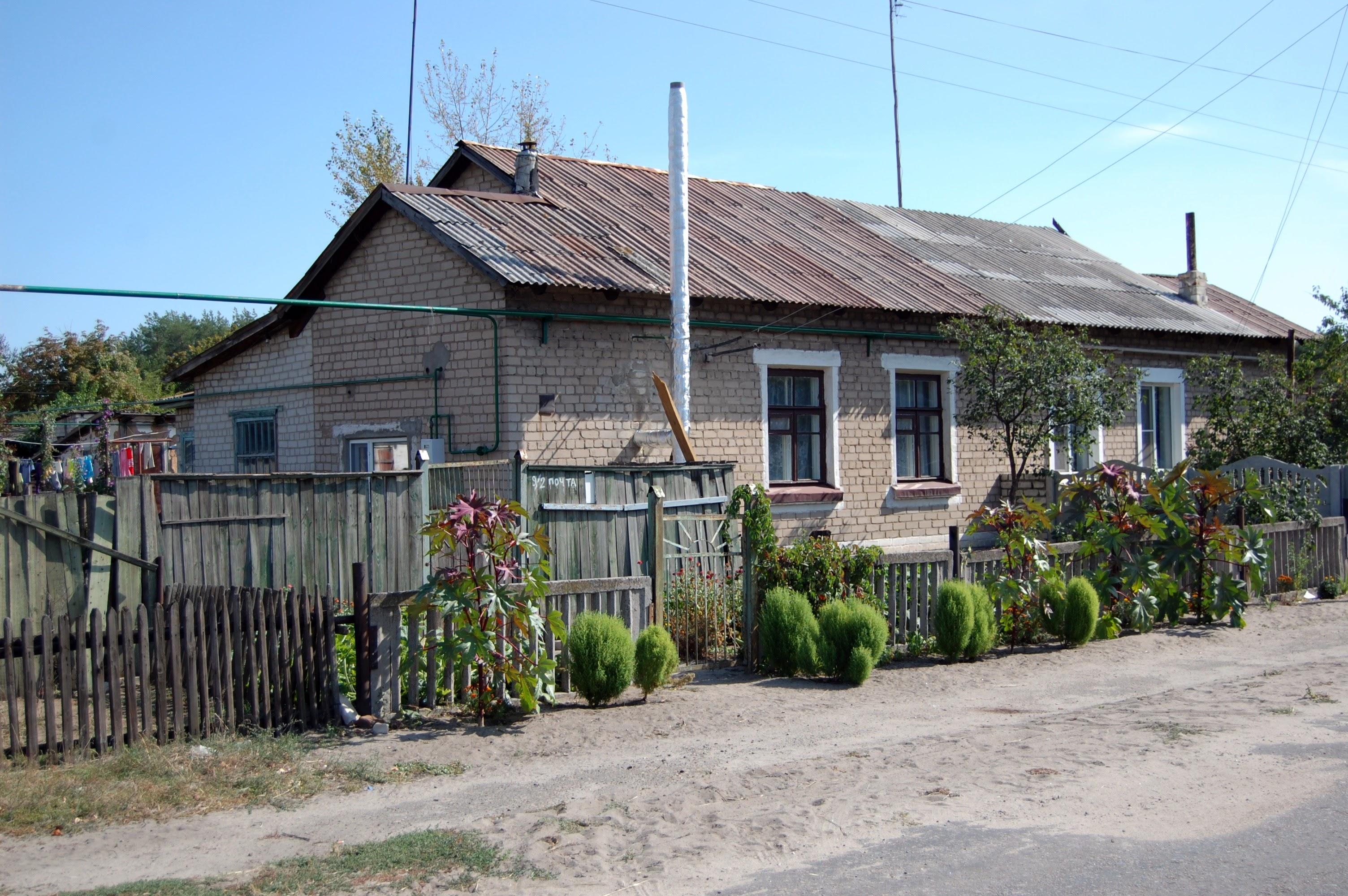